# Supermodel (You Better Work)
Supermodel är en låt från 1992 av dansmusik-artisten och dragdrottningen RuPaul. Den var den tredje singeln (men den första som släpptes genom ett stort skivbolag) från hennes album Supermodel of the World. Singeln var en oväntad succé under en musikperiod då grunge-genren var som mest populär.
Låten blev en hit på dansgolven, och särskilt hos gaypubliken, men vann även mark hos de breda massorna tack vare RuPauls lättsmälta image som "en sympatisk dragqueen". Låten handlar om RuPaul som ger råd till en ung, svart supermodell, och stundtals även till flera andra modeller, särskilt med uppmaningar som "sashay, shantay!", "work, turn to the left", "work, now turn to the right", och "you better work". Musikvideon, där RuPaul figurerar i en mängd olika utstyrslar alltmedan han promenerar på stan, var omåttligt populär på MTV. Sångaren Kurt Cobain från Nirvana nämnde låten som en av sina favoriter från 1993 och de båda fotograferades tillsammans vid MTV Video Music Awards det året.
"Supermodel" hade medelmåttig framgång på topplistorna både i USA (plats 45 på Billboardlistan) och 39eplacering i Storbritannien. Låten är RuPauls hittills högsta listplacering i USA. Matthew Wilkening från AOL Radio rankade senare låten som den 62:a sämsta låten någonsin, med motiveringen "The joke's all on us poor, uptight suckers with just one type of clothes in our closets.")
Låten innehåller korta samplingar av citat från skådespelerskan LaWanda Page, som dyker upp i flera av Rupauls musikvideor.
Singeln hittas främst i CD-format tillsammans med "House of Love", som även på vissa håll kom att släppas som separat singel. Flera releaser på LP gjordes också, inklusive en begränsad upplaga som bildskiva i Storbritannien.

## Coverversioner
Taylor Dayne spelade in en cover i danspopstil som användes i filmen The Lizzie McGuire Movie år 2003.